# Daroca
|  | Per a altres significats, vegeu «Daroca de Rioja». |

Daroca és una ciutat i municipi d'Aragó, a la província de Saragossa i que és el cap de la comarca del Camp de Daroca. Hi arriben la Carretera nacional N-234 (Sagunt - Burgos), la Carretera nacional N-330 (Alacant a França per Aragó) i l'Autovia Mudèjar (A-23 (Autovia Somport - Sagunt). Hi destaquen les muralles medievals (4 km), el Castell Major, les Portes de la muralles (Puerta Baja, Puerta Alta, Portal de Valencia i Arrabal), l'església de San Miguel, San Juan, Santo Domingo, la basílica de Santa María de los Sagrados Corporales (Excolegiata), la Fuente de los veinte caños i el Passeig de la Constitució.

## Geografia
És al sud del territori provincial, a la conca de Calataiud, a la vall del riu Jiloca. El terme municipal ocupa 52,24 km² i té 2.274 habitants. És cap de partit judicial i capital de comarca. És una ciutat que potencia el turisme i la cultura. Té una mica d'indústria, com la factoria de Pastes Alimentícies Romero. Amb tot, el traçat allunyat de l'Autovia Mudèjar l'ha deixat una mica allunyada de les grans vies de comunicació.
La ciutat és un conjunt fortificat amb muralles construïdes entre els segles XIII i XVI i que es conserven gairebé en tot el recinte. Les dues entrades principals de la ciutat tenen les respectives portes defensives, la Porta Baixa, arreglada al segle xvi, amb dues torres quadrades, i la Porta alta, refeta al segle xvii. Compta amb altres portes com la de València o la mudèjar de San Martín de la Parra. A Daroca hi havia tres castells, el Major, el del Call i el de San Cristóbal o Torre del Andador.
El Palau dels Luna, del segle xv, és un dels edificis civils més destacats, juntament amb el call i els edificis renaixentistes i barrocs d'edat moderna. D'edificis religiosos cal destacar la Col·legiata de Santa Maria, l'església de San Miguel, l'església de San Juan Bautista i Santo Domingo de Silos.

### Demografia
| Variació demogràfica del municipi entre 1991 i 2007 | Variació demogràfica del municipi entre 1991 i 2007 | Variació demogràfica del municipi entre 1991 i 2007 | Variació demogràfica del municipi entre 1991 i 2007 | Variació demogràfica del municipi entre 1991 i 2007 |
| --------------------------------------------------- | --------------------------------------------------- | --------------------------------------------------- | --------------------------------------------------- | --------------------------------------------------- |
| 2007                                                | 2004                                                | 2001                                                | 1996                                                | 1991                                                |
| 2.274                                               | 2.155                                               | 2.212                                               | 2.335                                               | 2.351                                               |

## Història
El primitiu problat amb celtíbers s'anomenava Darek, va ser anomenat pels romans Agiria i el van fortificar per protegir la via Laminium, que comunicava Saragossa i València. Els àrabs li van donar el nom de Qalat Darwaca (862), i en van ser els amos durant quatre segles fins que Alfons el Bataller la va conquerir el 1120 després de la batalla de Cutanda i el 1141 li va atorgar un primitiu fur que no s'ha conservat.
En el segle xii, Ramon Berenguer IV li va concedir furs i privilegis que la van convertir en la capital de la Comunitat de Daroca, de gran influència social i militar durant l'edat mitjana.
Tenia vot a les corts i fou seu d'aquestes en diverses ocasions: 1196 (Pere el Catòlic), 1222-1243 (Jaume I), 1311 (Jaume II d'Aragó), 1338 (Pere IV d'Aragó), quan es va arreglar la pau amb Castella.
Davant les muralles Pere I de Castella el 1357 va veure frustrat el seu intent d'invadir Aragó i se li va atorgar el títol de Puerta Férrea de Aragón. Posteriorment fou assetjada i com que va resistir el setge fou nomenada ciutat el 26 d'abril de 1366.
La vida de la ciutat estava regida per un consell, amb un justícia al capdavant, jutge, jurats, mostassaf, escribes, majordoms i altres oficials de menys importància. La permanència en els oficis municipals era anual i eren elegits pel consell. El justícia l'elegia el rei d'una terna proposada pel consell, i el jutge i els jurats eren nomenats directament, tots ells, el dia 1 de gener.
En el pla econòmic, l'agricultura i la ramaderia foren la principal ocupació dels seus habitants. A Daroca hi havia coexistència de cristians, jueus i musulmans, que tenien els mateixos furs, però no la mateixa organització social i tributària.
Daroca era un punt on els reis hi feien escala: els Reis Catòlics, Carles I, Felip II i Felip III passaven pel camí ral de Castella a Catalunya. Felip V i l'Arxiduc Carles també passaren per Daroca.
Després de la mort de Carles II, Daroca es va posar al bàndol de l'arxiduc el 1706 i quan va caure fou saquejada. També fou el final de l'autonomia municipal, va desaparèixer el justícia que fou substituït per un corregidor reial.
Durant la Guerra de la Independència les tropes de Napoleó van entrar a Daroca el juny de 1808 i van destruir el convent dels predicadors. La ciutat va ser alliberada el 1813. En el seu camí cap a Madrid, Ferran VII va conèixer a Daroca el contingut de la Constitució de Cadis.
Durant les Guerres Carlines fou una plaça que interessava als carlins, que la van ocupar el 1834, 1837 i 1872. Amb tot les ocupacions foren efímeres, ja que la ciutat fou lleial a la monarquia constitucional.
A partir de la meitat del segle xix la situació va millorar amb la revolució agrícola.
A començaments del segle es va inaugurar la línia de ferrocarril entre Terol i Calataiud, cosa que va provocar un gran desenvolupament comercial. Amb tot, la ciutat no es va saber desenvolupar i va caure en una decadència comercial i industrial.
Actualment s'intenta reactivar el comerç, el turisme, mentre l'agricultura va passant a un segon terme perquè no hi ha relleu generacional.

## Fills il·lustres
- Pedro Ciruelo (1470-1550 aprox.) matemàtic i teòleg
- Pablo Bruna (1611-1679) compositor i organista

## Esdeveniments
- Festival de Música Antiga (agost).
- Fira Medieval (Últim cap de setmana de juliol)
- Corpus Christi.

## Agermanaments
- Polhon